# آروونیا (ویرجینیا)
آروونیا (به انگلیسی: Arvonia) یک منطقهٔ مسکونی در ایالات متحده آمریکا است که در شهرستان باکینگهام، ویرجینیا واقع شده است. آروونیا ۱۱۱٫۸۶ متر بالاتر از سطح دریا واقع شده است.